# Барбер, Шонеси
Шонеси Кэмпбелл (Шон) Барбер (англ. Shawnacy Campbell "Shawn" Barber; 27 мая 1994, Лас-Крусес, Нью-Мексико, США — 17 января 2024, Кингсвуд, Техас, США) — канадский легкоатлет, прыгун с шестом, чемпион мира 2015 года с результатом 5,90 м.

## Биография
Родился 27 мая 1994 года в Лас-Крусесе (Нью-Мексико, США).
Тренировался у своего отца Джорджа Барбера, который был участником чемпионата мира 1983 года.

## Достижения
Бронзовый призёр чемпионата мира среди юниоров 2012 года — 5,55 м. Участник чемпионата мира 2013 года в Москве. Чемпион Канады в 2013, 2014 и 2015 годах.
В августе 2014 года на Играх Содружества в Глазго занял третье место с результатом 5,45 м.
25 июля 2015 года занял 2-е место на этапе Бриллиантовой лиги Sainsbury's Anniversary Games, установив новый национальный рекорд — 5,93 м.
24 августа 2015 года 21-летний Барбер выиграл золото в прыжках с шестом на чемпионате мира в Пекине. В финале Барбер последовательно с первой попытки взял высоты 5,50 м, 5,65 м, 5,80 м и 5,90 м. На высоте 6,00 м Барбер трижды сбил планку. Барбер по попыткам опередил чемпиона мира 2013 года Рафаэля Хольцдеппе, который также взял 5,90 м. Барбер стал первым канадцем и вторым представителем Америки (после американца Брэда Уокера в 2007 году), победившим на чемпионате мира в прыжках с шестом. Золото Барбера стало для Канады одним из двух на чемпионате мира 2015 года (второе выиграл в прыжках в высоту Дерек Друэн).
В марте 2016 года на чемпионате мира в помещении в Портленде занял 4-е место с результатом 5,75 м.
На Олимпийских играх 2016 года Барбер был одним из фаворитов, но занял только 10-е место с результатом 5,50 м. После Игр стало известно, что Барбер перед Олимпиадой сдал положительный тест на кокаин, но был допущен к соревнованиям, так как применение было признано непреднамеренным. Барбер объяснил наличие кокаина в его допинг-пробе тем, что накануне общался с женщиной, которая втайне от него принимала наркотики.
На чемпионате мира 2017 года в Лондоне стал 8-м с результатом 5,65 м.
На Играх Содружества 2018 года в Голд-Косте занял второе место с результатом 5,65 м.

## Личная жизнь, болезнь и смерть
24 апреля 2017 года Шон Барбер сделал каминг-аут. На своей странице в Facebook он написал краткое сообщение:
«Гей и горжусь этим! Спасибо моим родителям за огромную поддержку. Я продолжаю расти как личность и меня поддерживают много людей. Мои родители — моя самая большая поддержка, и они очень помогли мне недавно. Моим друзьям: вы всегда мои друзья, и я тоже люблю вас!»
Некоторое время испытывал проблемы со здоровьем из-за болезни и скончался 17 января 2024 года в своём доме в Кингсвуде (штат Техас, США). Семья не раскрывает причины смерти Барбера.